# Sybistroma binodicornis
Sybistroma binodicornis är en tvåvingeart som beskrevs av Stackelberg 1941. Sybistroma binodicornis ingår i släktet Sybistroma och familjen styltflugor. Inga underarter finns listade i Catalogue of Life.